# PZL.26
PZL.26 – polski samolot sportowy projektu inżynierów Jerzego Dąbrowskiego, Piotra Kubickiego i Franciszka Misztala opracowany i oblatany w 1934 roku w Państwowych Zakładach Lotniczych.

## Historia
Samolot PZL.26 został opracowany na zamówienie polskiego lotnictwa wojskowego dla potrzeb zawodów Challenge mających się odbyć w roku 1934, jako rozwinięcie konstrukcji PZL.19 z mocniejszym silnikiem. Prace sfinansowała Liga Obrony Powietrznej i Przeciwgazowej. Samolot oblatano wczesną wiosną 1934 roku. Koncepcję samolotu PZL.26 wykorzystał Jerzy Dąbrowski we wstępnym projekcie myśliwca PZL.55.

## Służba w lotnictwie
Samolot był oblatany z silnikiem Gipsy 180 KM. Jednak uznano, iż dla celów poprawy osiągów należy zastosować silnik o większej mocy. Wybór padł na silnik rzędowy Menasco Bucaneer o mocy 265 KM. Samolot w roku 1934 wziął udział w zawodach Challenge 1934. Niestety, nie zakupiono do samolotów silników treningowych (tylko na czas treningu – na których trenować przed zawodami mieli zawodnicy). W efekcie ci zawodnicy, którzy solidnie trenowali jako pierwsi przekroczyli granicę 72 godzin pracy – jaką tylko liczbę godzin pracy gwarantowała fabryka tych silników. Skutkiem przekroczenia tego czasu były ciężkie awarie silników (pękanie wałów korbowych) – trzy samoloty nie ukończyły konkursu, a dwa pozostałe zajęły 11. i 17. miejsce. Później był krótko wykorzystywany w lotnictwie sportowym. Przyczyną wycofania samolotu z lotnictwa były bardzo wysilone, zawodne i zużywające dużo paliwa zawodnicze silniki Menasco.

## Opis techniczny
Trzy-miejscowy metalowy duralowy dolnopłat ze stałym podwoziem. Samolot był wyposażony w silnik rzędowy Menasco Bucaneer B-6S3 o mocy 265 KM.

## Wersje
- PZL.26 – samolot zawodniczy, sportowy.